# Ridge Canipe
Ridge Canipe est un acteur américain né le 13 juillet 1994.

## Filmographie partielle
- 2005 : Walk the Line de James Mangold
- 2005 : Bad News Bears de Richard Linklater
- 2005 : Desperate Housewives(TV) Danny Farrell saison 2 episode 2
- 2006 : Super Noël méga givré - Super Noël 3 de Michael Lembeck
- 2006 : Supernatural (TV) Dean Winchester saison 1 episode 18
- 2007 : Dessine-moi une famille de Tony Bill (TV)
- 2007 : Desperate Housewives (TV) Danny Farrell saison 3 Épisode 23
- 2007 : Supernatural (TV) Dean Winchester saison 3 episode 8
- 2008 : Baby Blues de Lars Jacobson et Amardeep Kaleka
- 2008 : The Express de Gary Fleder
- 2009 : A Single Man de Tom Ford

Angel : Saison 5 épisode 14 "les marionnettes maléfiques"